# 鹿ノ下通
鹿ノ下通（しかのしたどおり）は兵庫県神戸市灘区の町名の一つで、河原字鹿ノ下が町名になった。
東は烏帽子町、南は大石東町、西は都賀川を挟み船寺通、北は下河原通。一～三丁目が存在する。
令和2年国勢調査（2020年10月1日）における世帯数561、人口1,038、うち男性497人、女性541人。郵便番号：657-0044。

## 由来
『神戸の町名 改訂版』によればシカは横須賀、高須賀などの「スカ」と同義で「砂洲のある所」であり、その下手の事だろうと推測し、都賀川沿い下手という地形からこれを妥当としている。また「刈野（草木を焼いて開墾した土地）下」の当て字であるという人もあるとしている。
一方『灘区の町名』では不明であるとし、「カノシタ」で狩場の下と指すとか「シキノシタ」で志紀氏の居住した下（しも）の意であるといった説を紹介し、「鹿がたくさんいたところの下手というのが素直に受けとられるのではないか」といっている。